# Équipe de Tchéquie masculine de basket-ball
Cet article traite de l'équipe masculine. Pour l'équipe féminine, voir Équipe de Tchéquie féminine de basket-ball.
Maillots
L’équipe de République tchèque de basket-ball  est l'équipe nationale qui représente la République tchèque dans les compétitions internationales masculine de basket-ball. Elle est placée sous l’égide de la Fédération de République tchèque de basket-ball (ČBF). L'équipe est affiliée à la FIBA depuis 1993, prenant la suite de l'équipe de Tchécoslovaquie.
Après la dissolution de la Tchécoslovaquie, l'équipe nationale de République tchèque a fait ses débuts en compétition internationale lors d'un match de qualification pour l'EuroBasket en 1993. L'équipe s'est qualifiée pour le tournoi à sept reprises. La République tchèque s'est également qualifiée pour la Coupe du monde, où elle a atteint les quarts de finale en 2019, lors de sa première participation à l'événement.

## Histoire

### Les débuts (1993-1999)
En 1993, l'équipe nationale de République tchèque a été officiellement fondée après la dissolution de la Tchécoslovaquie. L'équipe a disputé son premier match international le 30 mai 1993 contre la Slovénie. Après plusieurs tentatives infructueuses de qualification en 1993, 1995 et 1997, la République tchèque a finalement décroché sa qualification pour la phase finale de l'EuroBasket pour la première fois depuis son indépendance lors de l'EuroBasket 1999.
En 1999, la République tchèque participe pour la première fois de son histoire à une phase finale de championnat d'Europe. Emmenés par Zdeněk Hummel, les Tchèques se retrouvent dans le groupe D avec l'Allemagne, la Lituanie et la Grèce. Avec deux victoires et une défaite, ils finissent premier de leur groupe et se qualifient pour le second tour. Durant ce second tour, ils affrontent la Croatie, l'Italie et la Turquie. Ils s'inclinent dans les trois matches et finissent dernier de leur poule et sont éliminés. Les Tchèques finissent à la 11e place des championnats d'Europe en France.

### Espagne 2007
La République tchèque participe aux championnats d'Europe 2007 en Espagne. Ils sont dans le groupe C à Palma de Majorque avec l'Allemagne, la Lituanie et la Turquie. Les Tchèques s'inclinent dans les trois rencontres du groupe, terminent à la dernière place du groupe et sont éliminés dès le premier tour. La République tchèque termine à la 13e place du tournoi.

### Slovénie 2013
La République tchèque participe en 2013 aux championnats d'Europe en Slovénie. Ils sont dans le groupe C avec l'Espagne, la Croatie, la Slovénie, la Pologne et la Géorgie. Les Tchèques s'inclinent face à la Slovénie (60 à 62), l'Espagne (39 à 60) et la Croatie (53 à 70). En revanche, ils s'imposent face à la Pologne (69 à 68) et à la Géorgie (95 à 79). Les Tchèques terminent à la 4e place de leur poule et sont éliminés dès le premier tour. La République tchèque termine à la 13e place du tournoi.

### Euro Basket 2015
Les Tchèques participent aux championnats d'Europe 2015. Ils sont dans le groupe D avec la Lituanie, la Lettonie, la Belgique, l'Estonie et l'Ukraine et jouent leur premier tour à Riga. Avec trois victoires face à la Belgique, l'Estonie et l'Ukraine et deux défaites face à la Lituanie et la Lettonie, les Tchèques finissent 3e place de leur groupe et sont qualifiés pour les huitièmes de finale. Les Tchèques s'imposent 80 à 59 en huitième de finale face à la Croatie mais ils s'inclinent en quart de finale face à la Serbie (75 à 89). Pour les matches de classement pour la 5e place, ils sont battus par l'Italie mais s'imposent face à la Lettonie. La République tchèque termine à la 7e place du tournoi.

### Euro Basket 2017
La République tchèque participe aux championnats d'Europe 2017. Ils appartiennent au groupe C avec l'Espagne, la Croatie, le Monténégro, la Hongrie  et la Roumanie et disputent leur premier tour à Cluj-Napoca. Durant cette phase de groupe, ils ne battent que la Roumanie (83 à 68) et finissent 5e de leur groupe. Ils sont éliminés dès le premier tour et terminent 21e de la compétition.

### Participation à la coupe du monde et aux Jeux olympiques (2019-2021)
Lors de la première phase de poule, la Tchéquie est avec Team USA, la Turquie et le Japon. Les Tchèques s'inclinent face aux Américains (67-88) et s'imposent face au Japon (89-76). Ils se qualifient pour la deuxième phase de poule en battant la Turquie (91-76) à l'issue des trois matches et rejoignent le groupe K avec Team USA, la Grèce et le Brésil.
Lors de la deuxième phase de groupe, les Tchèques s'inclinent face à la Grèce (77 à 84), mais ils s'imposent face au Brésil (93 à 71) et se qualifient pour les quarts de finale des championnats du monde. Les Tchèques s'inclinent en quart face à l'Australie sur le score de 82 à 70 et sont éliminés de la compétition. Ils participent aux matches de classement pour les places 5 à 8. Ils s'imposent 94 à 84 face à la Pologne et s'inclinent pour la 5e place face à la Serbie (90 à 81). Pour sa première participation aux championnats du monde, la République tchèque finit 6e.
Les basketteurs tchèques obtiennent leur qualification pour les Jeux olympiques de Tokyo 2020 en juillet 2021 lors du tournoi de qualification à Victoria au Canada. Après avoir battu le Canada en demi-finale, la République tchèque s'impose en finale face à la Grèce. La République tchèque complète ainsi le groupe A du tournoi olympique et rejoint la France, les États-Unis et l'Iran. Il s'agit de la première participation de l'histoire du pays pour les Jeux olympiques. La République tchèque commence son tournoi par une victoire 84 à 78 face à l'Iran. Les Tchèques enchaînent ensuite deux défaites face à la France (77-97)et aux États-Unis (84-119). L'équipe est éliminée dès la phase de poule et finit 9e du tournoi olympique.

### Euro Basket 2022
La République tchèque est qualifiée automatiquement pour la phase finale du tournoi en tant que pays co-organisateur avec la Géorgie, l'Allemagne et l'Italie. L'équipe tchèque est dans la poule D avec la Serbie, la Pologne, Israël, la Finlande et les Pays-Bas et ils jouent la phase de poule à Prague. Les Tchèques débutent l'EuroBasket 2022 le 2 septembre 2022 par une défaite 84 à 99 face à la Pologne. Ils s'inclinent ensuite face à la Serbie de Nikola Jokić (68 à 81) avant de s'imposer face aux Pays-Bas (88 à 80). Pour leur quatrième match dans la compétition, les Tchèques s'inclinent de nouveau, 98 à 88, face à la Finlande. Les Tchèques s'imposent 88 à 77 face à Israël lors de leur dernier match de groupe et se qualifient pour les huitièmes de finale face à la Grèce.  L'équipe tchèque est battue par la Grèce (88 à 94) et est éliminée en huitième de finale.

## Résultats

### Palmarès
| Compétitions mondiales                             | Compétitions continentales |
| -------------------------------------------------- | -------------------------- |
| - Jeux olympiques - Néant - Coupe du monde - Néant | - EuroBasket - Néant       |

### Parcours en compétitions internationales

#### Jeux olympiques
| Année | Position                     |      | Année                        | Position     |               | Année | Position |
| 1936  | Membre de la Tchécoslovaquie | 1976 | Membre de la Tchécoslovaquie | 2008         | Non qualifiée |       |          |
| 1948  | Membre de la Tchécoslovaquie | 1980 | Membre de la Tchécoslovaquie | 2012         | Non qualifiée |       |          |
| 1952  | Membre de la Tchécoslovaquie | 1984 | Membre de la Tchécoslovaquie | 2016         | Non qualifiée |       |          |
| 1956  | Membre de la Tchécoslovaquie | 1988 | Membre de la Tchécoslovaquie | 2020         | 9e            |       |          |
| 1960  | Membre de la Tchécoslovaquie | 1992 | Membre de la Tchécoslovaquie | 2024         | Non qualifiée |       |          |
| 1964  | Membre de la Tchécoslovaquie | 1996 | Non qualifiée                | 2028         | -             |       |          |
| 1968  | Membre de la Tchécoslovaquie | 2000 | Non qualifiée                | 2032         | -             |       |          |
| 1972  | Membre de la Tchécoslovaquie | 2004 | Non qualifiée                | Pays inconnu | -             |       |          |

#### Coupe du monde
| Année | Position                     |      | Année                        | Position |               | Année | Position |
| 1950  | Membre de la Tchécoslovaquie | 1978 | Membre de la Tchécoslovaquie | 2006     | Non qualifiée |       |          |
| 1954  | Membre de la Tchécoslovaquie | 1982 | Membre de la Tchécoslovaquie | 2010     | Non qualifiée |       |          |
| 1959  | Membre de la Tchécoslovaquie | 1986 | Membre de la Tchécoslovaquie | 2014     | Non qualifiée |       |          |
| 1963  | Membre de la Tchécoslovaquie | 1990 | Membre de la Tchécoslovaquie | 2019     | 6e            |       |          |
| 1967  | Membre de la Tchécoslovaquie | 1994 | Non qualifiée                | 2023     | Non qualifiée |       |          |
| 1970  | Membre de la Tchécoslovaquie | 1998 | Non qualifiée                | 2027     | -             |       |          |
| 1974  | Membre de la Tchécoslovaquie | 2002 | Non qualifiée                | 2031     | -             |       |          |

#### EuroBasket
| Année | Position                     |      | Année                        | Position     |               | Année | Position |
| 1935  | Membre de la Tchécoslovaquie | 1969 | Membre de la Tchécoslovaquie | 1999         | 12e           |       |          |
| 1937  | Membre de la Tchécoslovaquie | 1971 | Membre de la Tchécoslovaquie | 2001         | Non qualifiée |       |          |
| 1939  | Membre de la Tchécoslovaquie | 1973 | Membre de la Tchécoslovaquie | 2003         | Non qualifiée |       |          |
| 1946  | Membre de la Tchécoslovaquie | 1975 | Membre de la Tchécoslovaquie | 2005         | Non qualifiée |       |          |
| 1947  | Membre de la Tchécoslovaquie | 1977 | Membre de la Tchécoslovaquie | 2007         | 15e           |       |          |
| 1949  | Membre de la Tchécoslovaquie | 1979 | Membre de la Tchécoslovaquie | 2009         | Non qualifiée |       |          |
| 1951  | Membre de la Tchécoslovaquie | 1981 | Membre de la Tchécoslovaquie | 2011         | Non qualifiée |       |          |
| 1953  | Membre de la Tchécoslovaquie | 1983 | Membre de la Tchécoslovaquie | 2013         | 14e           |       |          |
| 1955  | Membre de la Tchécoslovaquie | 1985 | Membre de la Tchécoslovaquie | 2015         | 7e            |       |          |
| 1957  | Membre de la Tchécoslovaquie | 1987 | Membre de la Tchécoslovaquie | 2017         | 20e           |       |          |
| 1959  | Membre de la Tchécoslovaquie | 1989 | Membre de la Tchécoslovaquie | 2022         | 16e           |       |          |
| 1961  | Membre de la Tchécoslovaquie | 1991 | Membre de la Tchécoslovaquie | 2025         | -             |       |          |
| 1963  | Membre de la Tchécoslovaquie | 1993 | Non qualifiée                | 2029         | -             |       |          |
| 1965  | Membre de la Tchécoslovaquie | 1995 | Non qualifiée                | Pays inconnu | -             |       |          |
| 1967  | Membre de la Tchécoslovaquie | 1997 | Non qualifiée                | Pays inconnu | -             |       |          |

## Personnalités emblématiques

### Sélectionneurs successifss
Zdeněk Hummel est nommé sélectionneur en 2006 pour deux ans. Michal Ježdík est nommé sélectionneur de la République tchèque en 2008 dans l'optique d'une qualification pour l'Euro Basket 2009. Il s'agit de son deuxième mandat après avoir occupé le poste entre 2001 et 2005. De 2010 à 2013, Pavel Budínský est le sélectionneur de l'équipe tchèque.
Depuis l’automne 2013, l’Israélien Ronen Ginzburg est le sélectionneur de l'équipe tchèque. Il est le premier sélectionneur à les qualifier pour les phases finales d'un championnat du monde (2019) et des Jeux olympiques (2021). En juillet 2023, l'entraîneur espagnol Diego Ocampo devient le nouveau sélectionneur.
- 1997-2000 :  Zdeněk Hummel
- 2001-2005 :  Michal Ježdík
- 2006-2008 :  Zdeněk Hummel
- 2008-2009 :  Michal Ježdík
- 2010-2013 :  Pavel Budínský

- 2013-2023 :  Ronen Ginzburg
- Depuis 2023 :  Diego Ocampo

### Joueurs marquants
- Luboš Bartoň
- Petr Benda
- Tomáš Satoranský
- Jan Veselý

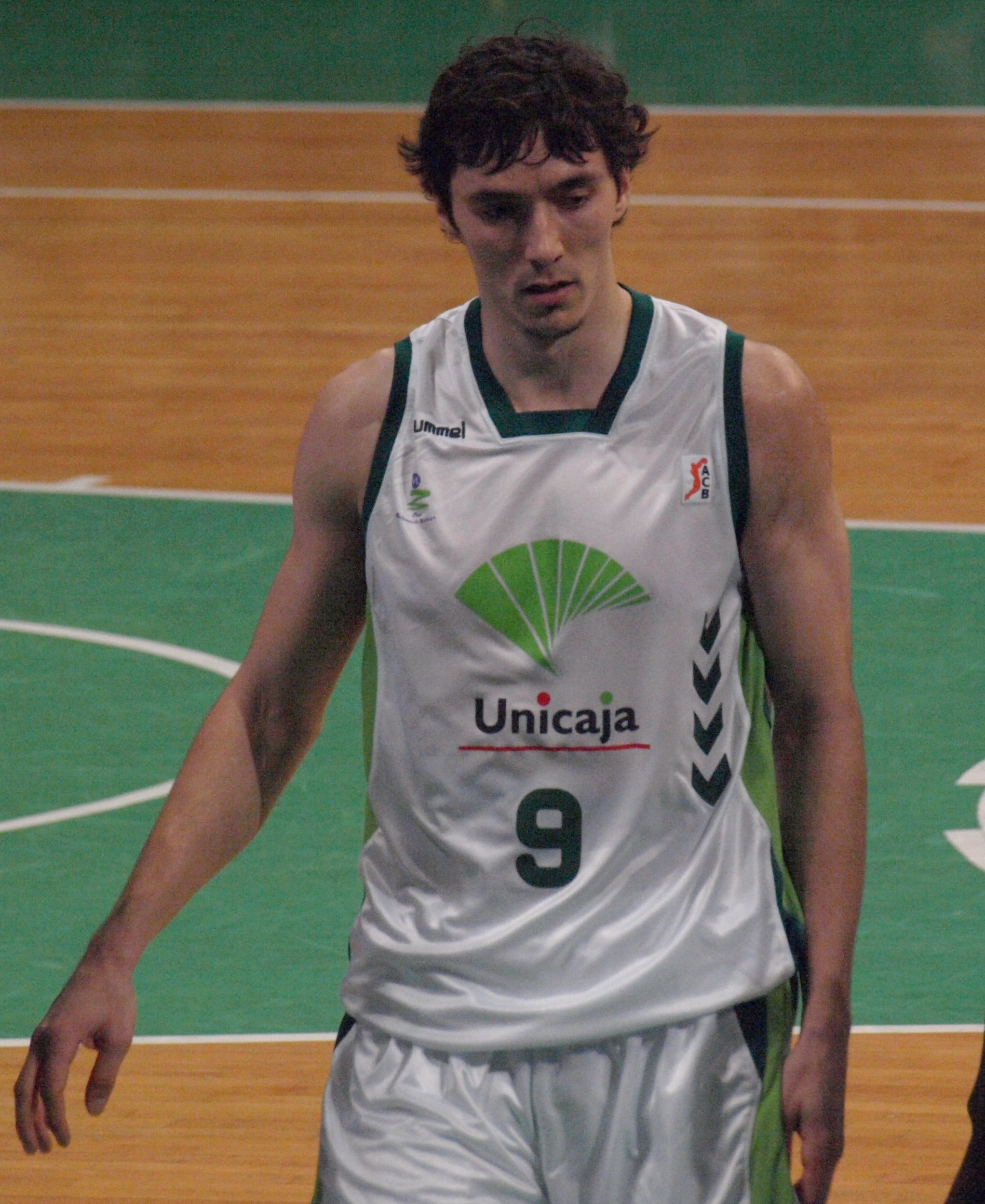
Jiří Welsch
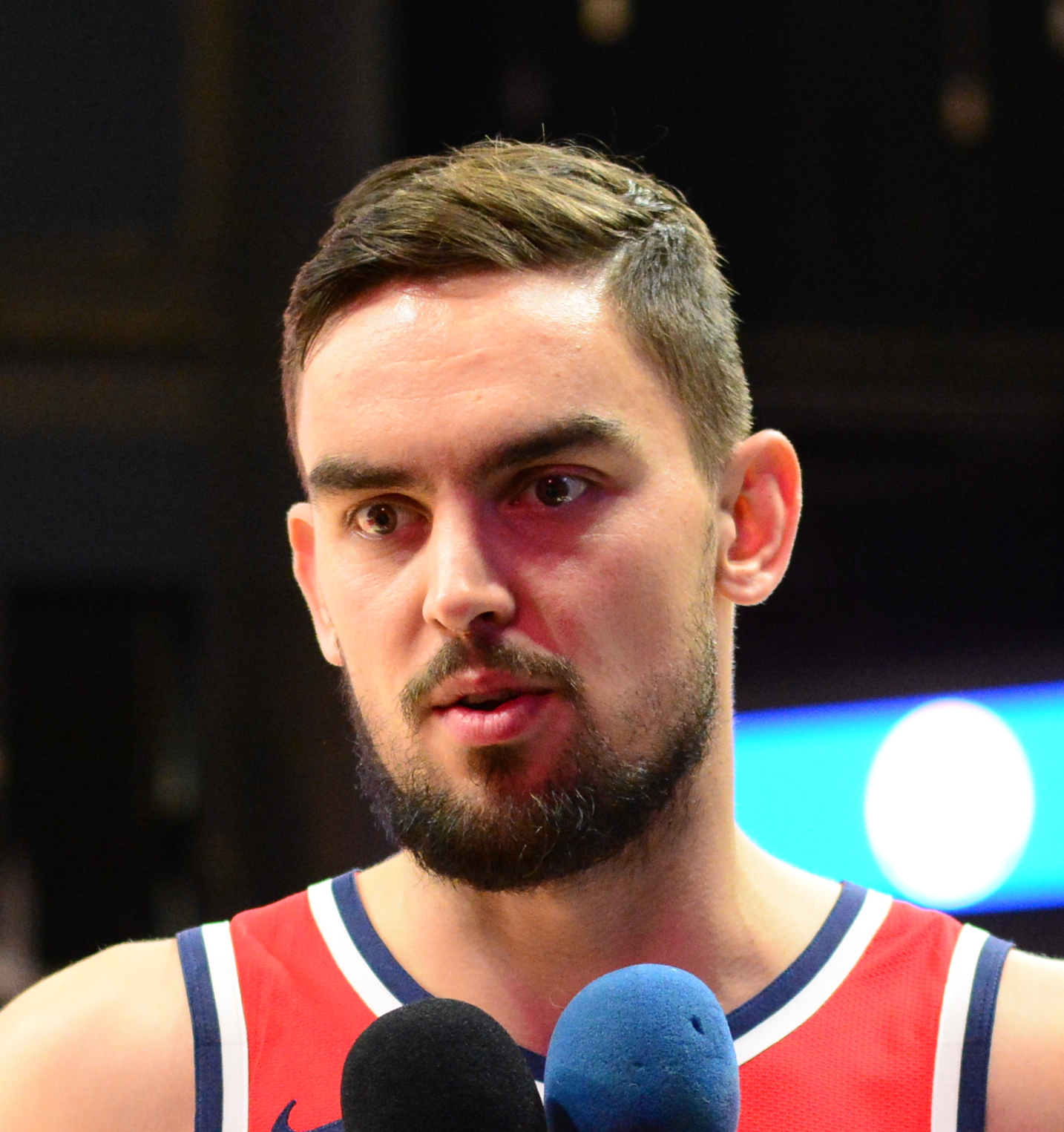
Tomáš Satoranský
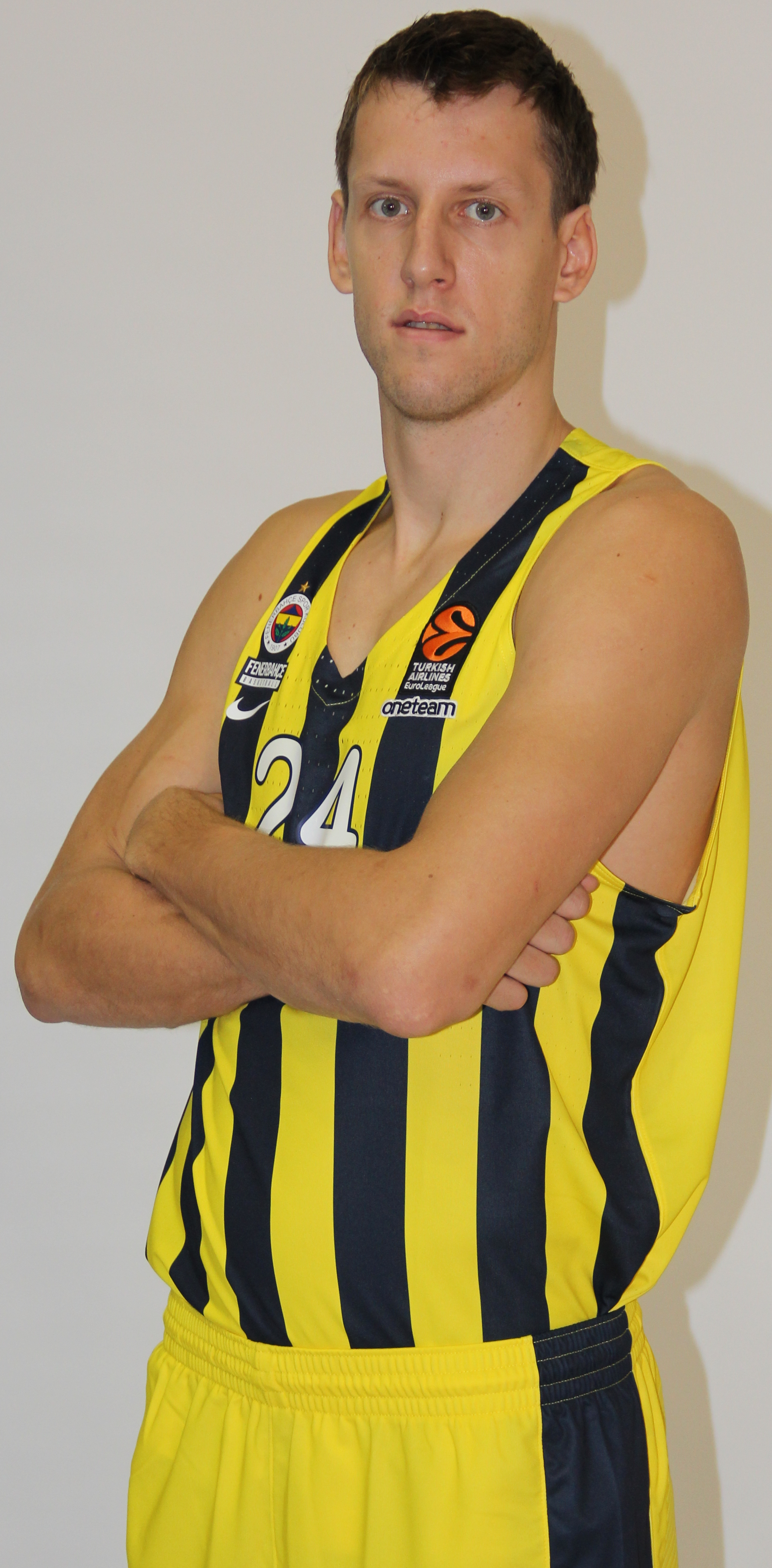
Jan Veselý

- Jiří Zídek Jr.

- Jiří Welsch
- Tomáš Satoranský
- Jan Veselý

## Équipe actuelle
| Numéro | Joueur           | Poste | Naissance         | Taille | Club 2021-2022                |
| ------ | ---------------- | ----- | ----------------- | ------ | ----------------------------- |
| 1      | Patrik Auda      | PF    | 29 août 1989      | 2,06 m | Yokohama B-Corsairs           |
| 7      | Vojtěch Hruban   | SF    | 29 août 1989      | 2,02 m | ČEZ Basketball Nymburk        |
| 8      | Tomáš Satoranský | PG    | 30 octobre 1991   | 2,01 m | Wizards de Washington         |
| 12     | Ondřej Balvín    | C     | 20 septembre 1992 | 2,17 m | Gunma Crane Thunders          |
| 15     | Martin Peterka   | PF    | 12 janvier 1995   | 2,03 m | Basketball Löwen Braunschweig |
| 17     | Jaromír Bohačík  | SG    | 26 mai 1992       | 1,97 m | SIG Strasbourg                |
| 19     | Ondřej Sehnal    | PG    | 10 octobre 1997   | 1,90 m | Basketball Löwen Braunschweig |
| 24     | Jan Veselý       | PF/C  | 24 avril 1990     | 2,13 m | Fenerbahçe SK                 |
| 25     | David Jelínek    | SG/SF | 7 septembre 1990  | 1,97 m | BC Andorra                    |
| 27     | Vít Krejčí       | PG/SF | 19 juin 2000      | 1,99 m | Thunder d'Oklahoma City       |
| 31     | Martin Kříž      | PF/C  | 17 juin 1993      | 2,00 m | ČEZ Basketball Nymburk        |
| 77     | Tomáš Kyzlink    | SG    | 18 juin 1993      | 1,95 m | Brose Bamberg                 |

Sélectionneur :   Ronen Ginzburg